# Фредерік Ланге

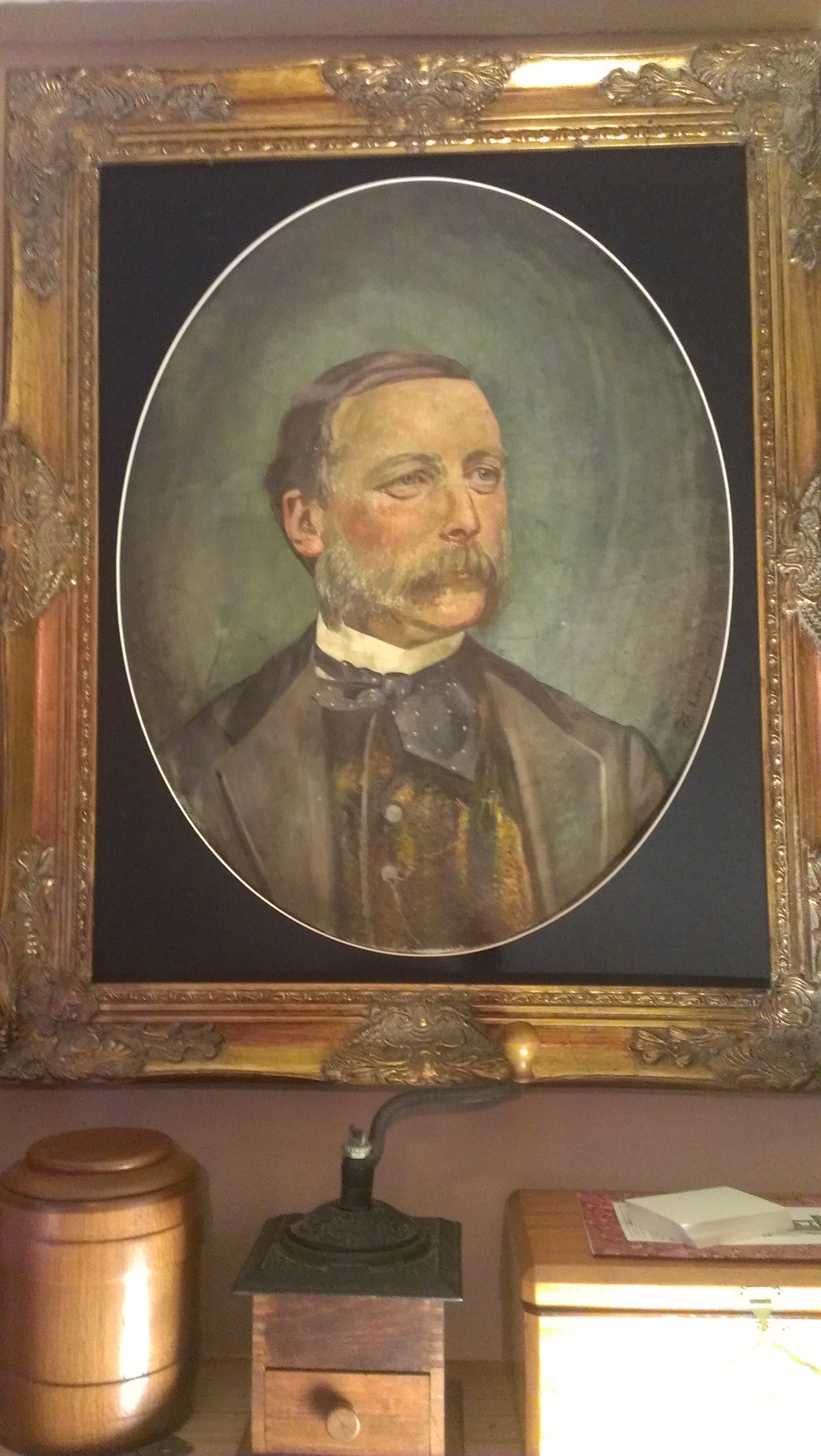
Портрет людини 1919 року, олія Федеріка Ланге.

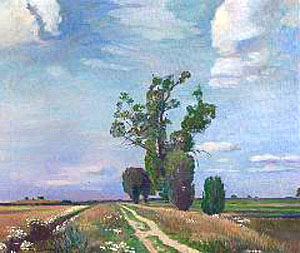
Фредерік Ланге: Дорога до Скагена (1932)

Фредерік Ланге (дан. Frederik Lange; 31 липня 1870 — 30 червня 1941) — данський живописець. Спочатку він спеціалізувався на портретній роботі, але в подальшому житті, після оселення в Скагені, він звертався до пейзажів, часто зображуючи піщані дюни у вечірньому світлі.

## Раннє життя
Ланге народився у м. Фредеріксберг, Данія. Він був сином мистецтвознавця Джуліуса Генріка Ланге та Луїзи Агаард. З самого раннього віку захопившись живописом, він навчався в Королівській датській академії з 1893 по 1896 рік, а потім перейшов до Вільної школи художників, де був студентом П. С..Крейєр.

## Кар'єра
Ланге розробив натуралістичний стиль, який можна вважати помірним протягом періоду. Протягом свого життя він малював пейзажі, натюрморти та перш за все портрети, які відображають енергію, точність та характер. Його пейзажі показують сцени Малого пояса, Одшерреда та Скагена, де він став постійним мешканцем у 1924 році. Тут він подружився зі старшими членами колонії художників Скаген, деяких з яких навчав його батько. Він оселився у Скаген-Вестербі поблизу розкинутих боліт, де малював і ходив на полювання, часто в компанії короля Данії Крістіана Х. Після нервового зриву в 1931 році він відступив. У пізніші роки він вважав за краще малювати під відкритим небом, звертаючись до пейзажів, а не до портретів. Серед його більш помітних творів — сцени піщаних дюн у яскравому вечірньому світлі. Ланге отримав медальйон Еккерсберга у 1907 та 1910 роках.